# Марпеса
Марпеса (грч. Μάρπησσα) је у грчкој митологији било име више личности.

## Етимологија
Име Марпеса има значење „грабљивица“.

## Митологија
1. У Хомеровој „Илијади“ и према Аполодору, Паусанији и Плутарху, била је кћерка Евена и Алкипе. У њу се био заљубио Аполон, али ју је преотео Ида, за кога се она и одлучила, плашећи се да ће је бог одбацити у старости.[2] Наиме, Аполон је успео да је поново преотме, али је она тужно цвилела све док Ида стрелом није запретио Аполону. По једној причи, у сукоб се умешао и сам Зевс, раздвојивши противнике и омогућивши Марпеси да сама изабере. Према другој причи, Ида је добио Марпесу захваљујући Посејдону. Она је имала бројне просиоце, које је њен отац изазивао на трку кочијама. Када би их победио, одсецао им је главе и њима украшавао своју кућу. Посејдон је Иди услишио молбу и подарио му брзе коње који су му обезбедили победу и Марпесину руку.[3] Према Роберту Гревсу, ове приче су спојене у једну.[1] Када јој је супруга убио Полидеук, она је извршила самоубиство. Са Идом је имала кћерку Клеопатру[2] или Алкиону.[4]
2. Према Статију, Тебанка чији је вереник био Филеј, а кога је убио Тидеј у току рата седморице против Тебе.[2]

## Тумачење
Према Роберту Гревсу, неуспели покушај Аполона да се домогне Марпесе је заправо покушај да се домогне светилишта у Месени, а које је припадало богињи са ликом крмаче. Гревс је навео да је Еубулеј, који је иначе био свињар, служио управо ову богињу. Заправо, Месењани су обожавали богињу крмачу и нападали Етољане у долини реке Евен, те би са собом одвукли наследницу Марпесу. Томе су се успротивили Спартанци, поклоници Аполона, оспоравајући им право на плен. Случај је доспео до централних власти у Микени, које су подржале Месењане. Гревс је мит о трци кочијама упоредио са митовима о Пелопу и Еномају и Хераклу и Кикну. Он је претпостављао да су те приче настале тумачењем иконе која приказује старог краља како креће својим „судбоносним“ кочијама у смрт, након што је богињи жртвовао седам својих годишњих заменика.

## У уметности
Једна од представа Марпесе је и она где је приказана са Аполоном на црвенофигуралној хидрији из 450. п. н. е. која се чува у Британском музеју у Лондону. Можда је уместо Марпесе овде приказана Дафна, коју је Аполон такође прогањао.

## Биологија
Латинско име ових личности (Marpessa) је назив за род пужева.